# Frankrig i Eurovision Song Contest
Frankrig har deltaget i Eurovision Song Contest siden begyndelsen i 1956, bortset fra i 1974, hvor landet trak sig ud pga. den franske præsident Georges Pompidous død, samt i 1982, hvor tv-stationen TF1 trak sig ud på grund af konkurrencens efter deres mening dårlige musikalske kvalitet.
Frankrig har vundet konkurrencen fem gange, i 1958, 1960, 1962, 1969 og 1977. I 1969 måtte de dog dele førstepladsen med Spanien, Storbritannien og Holland, da alle fire lande endte i toppen med det samme antal point, og da der ikke eksisterede nogle tie-break-regler på dette tidspunkt.
Siden 1999 har Frankrig været direkte kvalificeret til finalen hvert år, i lighed med Spanien, Storbritannien, Tyskland, og fra 2011 desuden Italien.
Frankrig havde stor succes i deres første års deltagelse med fem sejre i alt, men har i nyere tid ikke formået at vinde. Deres sidste sejr findes tilbage i 1977. Frankrig opnåede to andenpladser i træk i 1990 og 1991, og deres seneste i 2021. Frankrig endte med deres første og eneste sidsteplads i 2014 med Twin Twins "Moustache".

## Deltagere
Nøgle
     Vinder
     Anden plads
     Tredje plads
     Sidste plads
     Deltager valgt, men konkurrerede ikke
| År                 | Kunstner                            | Sang                                     | Sprog                     | Oversættelse                       | Finale             | Point              | Semi                        | Point                       |
| ------------------ | ----------------------------------- | ---------------------------------------- | ------------------------- | ---------------------------------- | ------------------ | ------------------ | --------------------------- | --------------------------- |
| 1956               | Mathé Altéry                        | "Le temps perdu"                         | Fransk                    | Tabt tid                           | n/a                | n/a                | Ingen semifinaler           | Ingen semifinaler           |
| 1956               | Dany Dauberson                      | "Il est là"                              | Fransk                    | Han er her                         | n/a                | n/a                | Ingen semifinaler           | Ingen semifinaler           |
| 1957               | Paule Desjardins                    | "La belle amour"                         | Fransk                    | Den smukke kærlighed               | 2                  | 17                 | Ingen semifinaler           | Ingen semifinaler           |
| 1958               | André Claveau                       | "Dors, mon amour"                        | Fransk                    | Sov, min skat                      | 1                  | 27                 | Ingen semifinaler           | Ingen semifinaler           |
| 1959               | Jean Philippe                       | "Oui, oui, oui, oui"                     | Fransk                    | Ja, ja, ja, ja                     | 3                  | 15                 | Ingen semifinaler           | Ingen semifinaler           |
| 1960               | Jacqueline Boyer                    | "Tom Pillibi"                            | Fransk                    | —                                  | 1                  | 32                 | Ingen semifinaler           | Ingen semifinaler           |
| 1961               | Jean-Paul Mauric                    | "Printemps, avril carillonne"            | Fransk                    | Forår, april kalder                | 4                  | 13                 | Ingen semifinaler           | Ingen semifinaler           |
| 1962               | Isabelle Aubret                     | "Un premier amour"                       | Fransk                    | En første kærlighed                | 1                  | 26                 | Ingen semifinaler           | Ingen semifinaler           |
| 1963               | Alain Barrière                      | "Elle était si jolie"                    | Fransk                    | Hun var så smuk                    | 5                  | 25                 | Ingen semifinaler           | Ingen semifinaler           |
| 1964               | Rachel                              | "Le chant de Mallory"                    | Fransk                    | Mallorys sang                      | 4                  | 14                 | Ingen semifinaler           | Ingen semifinaler           |
| 1965               | Guy Mardel                          | "N'avoue jamais"                         | Fransk                    | Tilstå aldrig                      | 3                  | 22                 | Ingen semifinaler           | Ingen semifinaler           |
| 1966               | Dominique Walter                    | "Chez nous"                              | Fransk                    | Hvor vi bor                        | 16                 | 1                  | Ingen semifinaler           | Ingen semifinaler           |
| 1967               | Noëlle Cordier                      | "Il doit faire beau là-bas"              | Fransk                    | Vejret må være godt der            | 3                  | 20                 | Ingen semifinaler           | Ingen semifinaler           |
| 1968               | Isabelle Aubret                     | "La source"                              | Fransk                    | Kilden                             | 3                  | 20                 | Ingen semifinaler           | Ingen semifinaler           |
| 1969               | Frida Boccara                       | "Un jour, un enfant"                     | Fransk                    | En dag, et barn                    | 1                  | 18                 | Ingen semifinaler           | Ingen semifinaler           |
| 1970               | Guy Bonnet                          | "Marie-Blanche"                          | Fransk                    | —                                  | 4                  | 8                  | Ingen semifinaler           | Ingen semifinaler           |
| 1971               | Serge Lama                          | "Un jardin sur la terre"                 | Fransk                    | En have på jorden                  | 10                 | 82                 | Ingen semifinaler           | Ingen semifinaler           |
| 1972               | Betty Mars                          | "Comé comédie"                           | Fransk                    | "Kom komedie"                      | 10                 | 81                 | Ingen semifinaler           | Ingen semifinaler           |
| 1973               | Martine Clemenceau                  | "Sans toi"                               | Fransk                    | Uden dig                           | 15                 | 65                 | Ingen semifinaler           | Ingen semifinaler           |
| Deltog ikke i 1974 |                                     |                                          |                           |                                    |                    |                    |                             |                             |
| 1975               | Nicole Rieu                         | "Et bonjour à toi l'artiste"             | Fransk                    | Og goddag til dig kunstner         | 4                  | 91                 | Ingen semifinaler           | Ingen semifinaler           |
| 1976               | Catherine Ferry                     | "Un, deux, trois"                        | Fransk                    | En, to, tre                        | 2                  | 147                | Ingen semifinaler           | Ingen semifinaler           |
| 1977               | Marie Myriam                        | "L'oiseau et l'enfant"                   | Fransk                    | Fuglen og barnet                   | 1                  | 136                | Ingen semifinaler           | Ingen semifinaler           |
| 1978               | Joël Prévost                        | "Il y aura toujours des violons"         | Fransk                    | Der vil altid være violiner        | 3                  | 119                | Ingen semifinaler           | Ingen semifinaler           |
| 1979               | Anne-Marie David                    | "Je suis l'enfant-soleil"                | Fransk                    | Jeg er et solbarn                  | 3                  | 106                | Ingen semifinaler           | Ingen semifinaler           |
| 1980               | Profil                              | "Hé hé m'sieurs dames"                   | Fransk                    | Hej hej herrer damer               | 11                 | 45                 | Ingen semifinaler           | Ingen semifinaler           |
| 1981               | Jean Gabilou                        | "Humanahum"                              | Fransk                    | —                                  | 3                  | 125                | Ingen semifinaler           | Ingen semifinaler           |
| Deltog ikke i 1982 |                                     |                                          |                           |                                    |                    |                    |                             |                             |
| 1983               | Guy Bonnet                          | "Vivre"                                  | Fransk                    | At leve                            | 8                  | 56                 | Ingen semifinaler           | Ingen semifinaler           |
| 1984               | Annick Thoumazeau                   | "Autant d'amoureux que d'étoiles"        | Fransk                    | Lige så mange elskere som stjerner | 8                  | 61                 | Ingen semifinaler           | Ingen semifinaler           |
| 1985               | Roger Bens                          | "Femme dans ses rêves aussi"             | Fransk                    | Også kvinde i sine drømme          | 10                 | 56                 | Ingen semifinaler           | Ingen semifinaler           |
| 1986               | Cocktail Chic                       | "Européennes"                            | Fransk                    | Europæiske piger                   | 17                 | 13                 | Ingen semifinaler           | Ingen semifinaler           |
| 1987               | Christine Minier                    | "Les bots d'amour n'ont pas de dimanche" | Fransk                    | Kærlighedens ord har ingen søndag  | 14                 | 44                 | Ingen semifinaler           | Ingen semifinaler           |
| 1988               | Gérard Lenorman                     | "Chanteur de charme"                     | Fransk                    | Crooner                            | 10                 | 64                 | Ingen semifinaler           | Ingen semifinaler           |
| 1989               | Nathalie Pâque                      | "J'ai volé la vie"                       | Fransk                    | Jeg stjal livet                    | 8                  | 60                 | Ingen semifinaler           | Ingen semifinaler           |
| 1990               | Joëlle Ursull                       | "White and Black Blues"                  | Fransk                    | Hvid og sort blues                 | 2                  | 132                | Ingen semifinaler           | Ingen semifinaler           |
| 1991               | Amina                               | "C'est le dernier qui a parlé a raison"  | Fransk                    | Den sidste der snakkede har ret    | 2                  | 146                | Ingen semifinaler           | Ingen semifinaler           |
| 1992               | Kali                                | "Monté la riviè"                         | Fransk, antillisk kreolsk | Følg floden                        | 8                  | 73                 | Ingen semifinaler           | Ingen semifinaler           |
| 1993               | Patrick Fiori                       | "Mama Corsica"                           | Fransk, korsikansk        | Moder Korsika                      | 4                  | 121                | Kvalifikacija za Millstreet | Kvalifikacija za Millstreet |
| 1994               | Nina Morato                         | "Je suis un vrai garçon"                 | Fransk                    | Jeg er en rigtig dreng             | 7                  | 71                 | Ingen semifinaler           | Ingen semifinaler           |
| 1995               | Nathalia Santamaria                 | "Il me donne rendez-vous"                | Fransk                    | Han har en date med mig            | 4                  | 94                 | Ingen semifinaler           | Ingen semifinaler           |
| 1996               | Dan Ar Braz & l'Héritage des Celtes | "Diwanit Bugale"                         | Bretonsk                  | Må i blomstre, børn                | 19                 | 18                 | 11                          | 55                          |
| 1997               | Fanny                               | "Sentiments songes"                      | Fransk                    | Drømmefølelser                     | 7                  | 95                 | Ingen semifinaler           | Ingen semifinaler           |
| 1998               | Marie Line                          | "Où aller"                               | Fransk                    | Hvorhen                            | 24                 | 3                  | Ingen semifinaler           | Ingen semifinaler           |
| 1999               | Nayah                               | "Je veux donner ma voix"                 | Fransk                    | Jeg vil give min stemme            | 19                 | 14                 | Ingen semifinaler           | Ingen semifinaler           |
| 2000               | Sofia Mestari                       | "On aura le ciel"                        | Fransk                    | Vi vil have himlen                 | 23                 | 5                  | Ingen semifinaler           | Ingen semifinaler           |
| 2001               | Natasha St-Pier                     | "Je n'ai que mon âme"                    | Fransk, engelsk           | Jeg har kun min sjæl               | 4                  | 142                | Ingen semifinaler           | Ingen semifinaler           |
| 2002               | Sandrine François                   | "Il faut du temps"                       | Fransk                    | Det tager tid                      | 5                  | 104                | Ingen semifinaler           | Ingen semifinaler           |
| 2003               | Louisa Baïleche                     | "Monts et merveilles"                    | Fransk                    | Klokker og fløjter                 | 18                 | 19                 | Ingen semifinaler           | Ingen semifinaler           |
| 2004               | Jonatan Cerrada                     | "À chaque pas"                           | Fransk, spansk            | For hvert skridt                   | 15                 | 40                 | Medlem af Big 4             | Medlem af Big 4             |
| 2005               | Ortal                               | "Chacun pense à soi"                     | Fransk                    | Enhver tænker på sig selv          | 23                 | 11                 | Medlem af Big 4             | Medlem af Big 4             |
| 2006               | Virginie Pouchain                   | "Il était temps"                         | Fransk                    | Det var tid                        | 22                 | 5                  | Medlem af Big 4             | Medlem af Big 4             |
| 2007               | Les Fatals Picards                  | "L'amour à la française"                 | Fransk, engelsk           | Kærlighed på fransk                | 22                 | 19                 | Medlem af Big 4             | Medlem af Big 4             |
| 2008               | Sébastien Tellier                   | "Divine"                                 | Engelsk                   | Himmelsk                           | 19                 | 47                 | Medlem af Big 4             | Medlem af Big 4             |
| 2009               | Patricia Kaas                       | "Et s'il fallait le faire"               | Fransk                    | Og hvis det måtte gøres            | 8                  | 107                | Medlem af Big 4             | Medlem af Big 4             |
| 2010               | Jessy Matador                       | "Allez Ola Olé"                          | Fransk                    | —                                  | 12                 | 82                 | Medlem af Big 4             | Medlem af Big 4             |
| 2011               | Amaury Vassili                      | "Sognu"                                  | Korsikansk                | Drøm                               | 15                 | 82                 | Medlem af Big 5             | Medlem af Big 5             |
| 2012               | Anggun                              | "Echo (You and I)"                       | Fransk, engelsk           | Ekko (du og jeg)                   | 22                 | 21                 | Medlem af Big 5             | Medlem af Big 5             |
| 2013               | Amandine Bourgeois                  | "L'enfer et moi"                         | Fransk                    | "Helvede og mig"                   | 23                 | 14                 | Medlem af Big 5             | Medlem af Big 5             |
| 2014               | Twin Twin                           | "Moustache"                              | Fransk                    | Overskæg                           | 26                 | 2                  | Medlem af Big 5             | Medlem af Big 5             |
| 2015               | Lisa Angell                         | "N’oubliez pas"                          | Fransk                    | Glem ikke                          | 25                 | 4                  | Medlem af Big 5             | Medlem af Big 5             |
| 2016               | Amir                                | "J'ai cherché"                           | Fransk, engelsk           | Jeg har ledt                       | 6                  | 257                | Medlem af Big 5             | Medlem af Big 5             |
| 2017               | Alma                                | "Requiem"                                | Fransk, engelsk           | Rekviem                            | 12                 | 135                | Medlem af Big 5             | Medlem af Big 5             |
| 2018               | Madame Monsieur                     | "Mercy"                                  | Fransk                    | Barmhjertighed                     | 13                 | 173                | Medlem af Big 5             | Medlem af Big 5             |
| 2019               | Bilal Hassani                       | "Roi"                                    | Fransk, engelsk           | Konge                              | 16                 | 105                | Medlem af Big 5             | Medlem af Big 5             |
| 2020               | Tom Leeb                            | "The Best in Me"                         | Fransk, engelsk           | Det bedste i mig                   | Konkurrence aflyst | Konkurrence aflyst | Medlem af Big 5             | Medlem af Big 5             |
| 2021               | Barbara Pravi                       | "Voilà"                                  | Fransk                    | Her                                | 2                  | 499                | Medlem af Big 5             | Medlem af Big 5             |
| 2022               | Alvan & Ahez                        | "Fulenn"                                 | Bretonsk                  | Gnist                              | 24                 | 17                 | Medlem af Big 5             | Medlem af Big 5             |
| 2023               | La Zarra                            | "Évidemment"                             | Fransk                    | Naturligvis                        | 16                 | 104                | Medlem af Big 5             | Medlem af Big 5             |
| 2024               | Slimane                             | "Mon amour"                              | Fransk                    | Min elskede                        | 4                  | 445                | Medlem af Big 5             | Medlem af Big 5             |
| 2025               | Louane                              | "Maman"                                  | Fransk                    | Mor                                | 7                  | 230                | Medlem af Big 5             | Medlem af Big 5             |

## Pointstatistik (1956-2025)

### Flest point til og fra - top 5
NB: Kun point givet i finalerne er talt med.
| Frankrig har givet flest point til | Frankrig har givet flest point til | Frankrig har givet flest point til |
| Placering                          | Land                               | Point                              |
| ---------------------------------- | ---------------------------------- | ---------------------------------- |
| 1                                  | Israel                             | 271                                |
| 2                                  | Portugal                           | 243                                |
| 3                                  | Italien                            | 219                                |
| 4                                  | Storbritannien                     | 209                                |
| 5                                  | Spanien                            | 201                                |

| Frankrig har modtaget flest point fra | Frankrig har modtaget flest point fra | Frankrig har modtaget flest point fra |
| Placering                             | Land                                  | Point                                 |
| ------------------------------------- | ------------------------------------- | ------------------------------------- |
| 1                                     | Belgien                               | 231                                   |
| 2                                     | Schweiz                               | 228                                   |
| 3                                     | Tyskland                              | 207                                   |
| 4                                     | Holland                               | 206                                   |
| 5                                     | Norge                                 | 202                                   |

### 12 point til og fra
NB: Kun 12 point givet i finalerne siden er talt med.
| Frankrig har modtaget 12 point fra | Frankrig har modtaget 12 point fra                                               | Frankrig har modtaget 12 point fra  |
| År                                 | Jury                                                                             | Televoting                          |
| ---------------------------------- | -------------------------------------------------------------------------------- | ----------------------------------- |
| 1975                               | Irland, Portugal                                                                 | Ingen separat televoting            |
| 1976                               | Holland, Jugoslavien, Monaco, Tyskland, Østrig                                   | Ingen separat televoting            |
| 1977                               | Finland, Schweiz, Tyskland                                                       | Ingen separat televoting            |
| 1978                               | Østrig                                                                           | Ingen separat televoting            |
| 1979                               | Holland, Luxembourg                                                              | Ingen separat televoting            |
| 1981                               | Luxembourg, Schweiz, Tyskland, Østrig                                            | Ingen separat televoting            |
| 1984                               | Holland                                                                          | Ingen separat televoting            |
| 1985                               | Grækenland                                                                       | Ingen separat televoting            |
| 1987                               | Luxembourg                                                                       | Ingen separat televoting            |
| 1988                               | Jugoslavien                                                                      | Ingen separat televoting            |
| 1990                               | Finland, Holland, Island, Jugoslavien, Norge, Schweiz                            | Ingen separat televoting            |
| 1991                               | Israel, Italien, Norge, Østrig                                                   | Ingen separat televoting            |
| 1992                               | Israel, Schweiz                                                                  | Ingen separat televoting            |
| 1993                               | Danmark, Portugal                                                                | Ingen separat televoting            |
| 1997                               | Estland, Norge, Polen                                                            | Ingen separat televoting            |
| 2001                               | Bosnien-Hercegovina, Portugal, Rusland                                           | Ingen separat televoting            |
| 2002                               | Finland                                                                          | Ingen separat televoting            |
| 2004                               | Monaco                                                                           | Ingen separat televoting            |
| 2011                               | Belgien, Grækenland                                                              | Ingen separat televoting            |
| 2016                               | Armenien                                                                         | Israel                              |
| 2017                               | Modtog ikke 12 point                                                             | Bulgarien                           |
| 2018                               | Ukraine                                                                          | Modtog ikke 12 point                |
| 2021                               | Holland, Irland, San Marino, Schweiz, Serbien, Spanien, Storbritannien, Tyskland | Belgien, Holland, Portugal, Spanien |
| 2024                               | Armenien, Belgien, Island, Slovenien                                             | Armenien                            |
| 2025                               | Albanien, Armenien, Grækenland, Luxembourg, Serbien                              | Modtog ikke 12 point                |

| Frankrig har givet 12 point til | Frankrig har givet 12 point til | Frankrig har givet 12 point til |
| Land                            | Jury                            | Televoting                      |
| ------------------------------- | ------------------------------- | ------------------------------- |
| 1975                            | Storbritannien                  | Ingen separat televoting        |
| 1976                            | Portugal                        | Ingen separat televoting        |
| 1977                            | Storbritannien                  | Ingen separat televoting        |
| 1978                            | Belgien                         | Ingen separat televoting        |
| 1979                            | Tyskland                        | Ingen separat televoting        |
| 1980                            | Holland                         | Ingen separat televoting        |
| 1981                            | Sverige                         | Ingen separat televoting        |
| 1983                            | Luxembourg                      | Ingen separat televoting        |
| 1984                            | Belgien                         | Ingen separat televoting        |
| 1985                            | Israel                          | Ingen separat televoting        |
| 1986                            | Belgien                         | Ingen separat televoting        |
| 1987                            | Holland                         | Ingen separat televoting        |
| 1988                            | Danmark                         | Ingen separat televoting        |
| 1989                            | Storbritannien                  | Ingen separat televoting        |
| 1990                            | Luxembourg                      | Ingen separat televoting        |
| 1991                            | Cypern                          | Ingen separat televoting        |
| 1992                            | Italien                         | Ingen separat televoting        |
| 1993                            | Schweiz                         | Ingen separat televoting        |
| 1994                            | Polen                           | Ingen separat televoting        |
| 1995                            | Storbritannien                  | Ingen separat televoting        |
| 1996                            | Østrig                          | Ingen separat televoting        |
| 1997                            | Storbritannien                  | Ingen separat televoting        |
| 1998                            | Israel                          | Ingen separat televoting        |
| 1999                            | Portugal                        | Ingen separat televoting        |
| 2000                            | Tyrkiet                         | Ingen separat televoting        |
| 2001                            | Portugal                        | Ingen separat televoting        |
| 2002                            | Spanien                         | Ingen separat televoting        |
| 2003                            | Belgien                         | Ingen separat televoting        |
| 2004                            | Tyrkiet                         | Ingen separat televoting        |
| 2005                            | Tyrkiet                         | Ingen separat televoting        |
| 2006                            | Tyrkiet                         | Ingen separat televoting        |
| 2007                            | Tyrkiet                         | Ingen separat televoting        |
| 2008                            | Armenien                        | Ingen separat televoting        |
| 2009                            | Tyrkiet                         | Ingen separat televoting        |
| 2010                            | Tyrkiet                         | Ingen separat televoting        |
| 2011                            | Spanien                         | Ingen separat televoting        |
| 2012                            | Sverige                         | Ingen separat televoting        |
| 2013                            | Danmark                         | Ingen separat televoting        |
| 2014                            | Armenien                        | Ingen separat televoting        |
| 2015                            | Belgien                         | Ingen separat televoting        |
| 2016                            | Italien                         | Armenien                        |
| 2017                            | Portugal                        | Portugal                        |
| 2018                            | Israel                          | Israel                          |
| 2019                            | Holland                         | Israel                          |
| 2021                            | Grækenland                      | Ukraine                         |
| 2022                            | Storbritannien                  | Ukraine                         |
| 2023                            | Israel                          | Armenien                        |
| 2024                            | Portugal                        | Israel                          |
| 2025                            | Albanien                        | Israel                          |

### Flest point til og fra - alle lande
NB: Kun point givet i finalerne er talt med.
| Frankrig har givet point til | Frankrig har givet point til | Frankrig har givet point til |
| Placering                    | Land                         | Point                        |
| ---------------------------- | ---------------------------- | ---------------------------- |
| 1                            | Israel                       | 271                          |
| 2                            | Portugal                     | 243                          |
| 3                            | Italien                      | 219                          |
| 4                            | Storbritannien               | 209                          |
| 5                            | Spanien                      | 201                          |
| 6                            | Holland                      | 165                          |
| 7                            | Sverige                      | 163                          |
| 8                            | Tyskland                     | 162                          |
| 9                            | Armenien                     | 151                          |
| =                            | Tyrkiet                      | 151                          |
| 11                           | Belgien                      | 149                          |
| 12                           | Schweiz                      | 129                          |
| 13                           | Grækenland                   | 126                          |
| 14                           | Irland                       | 120                          |
| 15                           | Danmark                      | 111                          |
| 16                           | Østrig                       | 107                          |
| 17                           | Luxembourg                   | 100                          |
| 18                           | Ukraine                      | 85                           |
| 19                           | Norge                        | 80                           |
| 20                           | Finland                      | 65                           |
| 21                           | Polen                        | 59                           |
| 22                           | Rusland                      | 58                           |
| 23                           | Malta                        | 49                           |
| 24                           | Moldova                      | 48                           |
| 25                           | Rumænien                     | 45                           |
| =                            | Serbien                      | 45                           |
| 27                           | Jugoslavien                  | 43                           |
| 28                           | Monaco                       | 42                           |
| 29                           | Bosnien-Hercegovina          | 39                           |
| =                            | Cypern                       | 39                           |
| 31                           | Estland                      | 38                           |
| 32                           | Kroatien                     | 32                           |
| 33                           | Australien                   | 30                           |
| 34                           | Island                       | 29                           |
| =                            | Bulgarien                    | 29                           |
| 36                           | Albanien                     | 24                           |
| 37                           | Ungarn                       | 21                           |
| =                            | Aserbajdsjan                 | 21                           |
| 39                           | Letland                      | 18                           |
| 40                           | Serbien og Montenegro        | 16                           |
| =                            | Slovenien                    | 16                           |
| 42                           | Tjekkiet                     | 13                           |
| 43                           | Nordmakedonien               | 7                            |
| 44                           | Litauen                      | 4                            |
| =                            | San Marino                   | 4                            |
| 46                           | Andorra                      | 0                            |
| =                            | Georgien                     | 0                            |
| =                            | Hviderusland                 | 0                            |
| =                            | Marokko                      | 0                            |
| =                            | Montenegro                   | 0                            |
| =                            | Slovakiet                    | 0                            |

| Frankrig har modtaget point fra | Frankrig har modtaget point fra | Frankrig har modtaget point fra |
| Placering                       | Land                            | Point                           |
| ------------------------------- | ------------------------------- | ------------------------------- |
| 1                               | Belgien                         | 231                             |
| 2                               | Schweiz                         | 228                             |
| 3                               | Tyskland                        | 207                             |
| 4                               | Holland                         | 206                             |
| 5                               | Norge                           | 202                             |
| 6                               | Spanien                         | 198                             |
| 7                               | Grækenland                      | 197                             |
| 8                               | Irland                          | 194                             |
| 9                               | Sverige                         | 188                             |
| 10                              | Israel                          | 183                             |
| 11                              | Østrig                          | 179                             |
| 12                              | Portugal                        | 177                             |
| 13                              | Finland                         | 173                             |
| 14                              | Italien                         | 158                             |
| 15                              | Luxembourg                      | 157                             |
| 16                              | Cypern                          | 150                             |
| 17                              | Storbritannien                  | 147                             |
| 18                              | Island                          | 146                             |
| 19                              | Armenien                        | 143                             |
| 20                              | Danmark                         | 115                             |
| 21                              | Monaco                          | 101                             |
| 22                              | Jugoslavien                     | 93                              |
| 23                              | Litauen                         | 92                              |
| 24                              | Estland                         | 85                              |
| 25                              | Albanien                        | 78                              |
| 26                              | Kroatien                        | 72                              |
| 27                              | Slovenien                       | 71                              |
| 28                              | Serbien                         | 69                              |
| 29                              | Malta                           | 68                              |
| 30                              | Polen                           | 67                              |
| 31                              | Rusland                         | 66                              |
| 32                              | Ukraine                         | 65                              |
| 33                              | Letland                         | 59                              |
| 34                              | Bosnien-Hercegovina             | 48                              |
| 35                              | San Marino                      | 45                              |
| 36                              | Australien                      | 41                              |
| 37                              | Georgien                        | 40                              |
| 38                              | Tyrkiet                         | 38                              |
| 39                              | Moldova                         | 37                              |
| 40                              | Tjekkiet                        | 35                              |
| 41                              | Bulgarien                       | 34                              |
| 42                              | Rumænien                        | 31                              |
| 43                              | Nordmakedonien                  | 27                              |
| 44                              | Andorra                         | 26                              |
| 45                              | Aserbajdsjan                    | 20                              |
| =                               | Montenegro                      | 20                              |
| 47                              | Ungarn                          | 15                              |
| 48                              | Hviderusland                    | 11                              |
| 49                              | Marokko                         | 1                               |
| 50                              | Serbien og Montenegro           | 0                               |
| =                               | Slovakiet                       | 0                               |

## Vært
| År   | By     | Scene                | Værter                      |
| ---- | ------ | -------------------- | --------------------------- |
| 1959 | Cannes | Palais des Festivals | Jacqueline Joubert          |
| 1961 | Cannes | Palais des Festivals | Jacqueline Joubert          |
| 1978 | Paris  | Palais des Congres   | Denise Fabre & Leon Zitrone |

## Kommentatorer og jurytalsmænd
| År   | Kommentator                                                                                       | Jurytalsmand                   |
| ---- | ------------------------------------------------------------------------------------------------- | ------------------------------ |
| 1956 | Michèle Rebel                                                                                     | Ingen jurytalsmand             |
| 1957 | Robert Beauvais                                                                                   | Claude Darget                  |
| 1958 | Pierre Tchernia                                                                                   | Armand Lanoux                  |
| 1959 | Claude Darget                                                                                     | Marianne Lecène                |
| 1960 | Pierre Tchernia                                                                                   | Armand Lanoux                  |
| 1961 | Robert Beauvais                                                                                   | Armand Lanoux                  |
| 1962 | Pierre Tchernia                                                                                   | André Valmy                    |
| 1963 | Pierre Tchernia                                                                                   | Armand Lanoux                  |
| 1964 | Robert Beauvais                                                                                   | Jean-Claude Massoulier         |
| 1965 | Pierre Tchernia                                                                                   | Jean-Claude Massoulier         |
| 1966 | François Deguelt                                                                                  | Jean-Claude Massoulier         |
| 1967 | Pierre Tchernia                                                                                   | Jean-Claude Massoulier         |
| 1968 | Pierre Tchernia                                                                                   | Jean-Claude Massoulier         |
| 1969 | Pierre Tchernia                                                                                   | Jean-Claude Massoulier         |
| 1970 | Pierre Tchernia                                                                                   | Jean-Claude Massoulier         |
| 1971 | Georges de Caunes                                                                                 | Ingen jurytalsmand             |
| 1972 | Pierre Tchernia                                                                                   | Ingen jurytalsmand             |
| 1973 | Pierre Tchernia                                                                                   | Ingen jurytalsmand             |
| 1974 | Pierre Tchernia                                                                                   | Deltog ikke                    |
| 1975 | Georges de Caunes                                                                                 | Marc Menant                    |
| 1976 | Jean-Claude Massoulier                                                                            | Marc Menant                    |
| 1977 | Georges de Caunes                                                                                 | Marc Menant                    |
| 1978 | Léon Zitrone & Denise Fabre                                                                       | Patrice Laffont                |
| 1979 | Marc Menant                                                                                       | Fabienne Égal                  |
| 1980 | Patrick Sabatier                                                                                  | Fabienne Égal                  |
| 1981 | Patrick Sabatier                                                                                  | Denise Fabre                   |
| 1982 | Andre Torrent                                                                                     | Deltog ikke                    |
| 1983 | Léon Zitrone                                                                                      | Nicole André                   |
| 1984 | Léon Zitrone                                                                                      | Nicole André                   |
| 1985 | Patrice Laffont                                                                                   | Clémentine Célarié             |
| 1986 | Patrice Laffont                                                                                   | Patricia Lesieur               |
| 1987 | Patrick Simpson-Jones                                                                             | Lionel Cassan                  |
| 1988 | Lionel Cassan                                                                                     | Catherine Ceylac               |
| 1989 | Lionel Cassan                                                                                     | Marie-Ange Nardi               |
| 1990 | Richard Adaridi                                                                                   | Valérie Maurice                |
| 1991 | Léon Zitrone                                                                                      | Daniela Lumbroso               |
| 1992 | Thierry Beccaro                                                                                   | Olivier Minne                  |
| 1993 | Patrice Laffont                                                                                   | Olivier Minne                  |
| 1994 | Patrice Laffont                                                                                   | Laurent Romejko                |
| 1995 | Olivier Minne                                                                                     | Thierry Beccaro                |
| 1996 | Olivier Minne                                                                                     | Laurent Broomhead              |
| 1997 | Olivier Minne                                                                                     | Frédéric Ferrer & Marie Myriam |
| 1998 | Chris Mayne & Laura Mayne                                                                         | Marie Myriam                   |
| 1999 | Julien Lepers                                                                                     | Marie Myriam                   |
| 2000 | Julien Lepers                                                                                     | Marie Myriam                   |
| 2001 | Marc-Olivier Fogiel & Wouter Levenbach                                                            | Corinne Hermès                 |
| 2002 | Marc-Olivier Fogiel & Wouter Levenbach                                                            | Marie Myriam                   |
| 2003 | Laurent Ruquier & Isabelle Mergault                                                               | Sandrine François              |
| 2004 | Laurent Ruquier & Elsa Fayer                                                                      | Alex Taylor                    |
| 2005 | Julien Lepers & Guy Carlier (Finale) Peggy Olmi (Semifinale)                                      | Marie Myriam                   |
| 2006 | Michel Drucker & Claudy Siar (Finale) Peggy Olmi & Eric Jean-Jean (Semifinale)                    | Sophie Jovillard               |
| 2007 | Julien Lepers & Tex (Finale) Peggy Olmi & Yann Renoard (Semifinale)                               | Vanessa Dolmen                 |
| 2008 | Julien Lepers & Jean-Paul Gaultier (Finale) Peggy Olmi & Yann Renoard (Semifinale)                | Cyril Hanouna                  |
| 2009 | Cyril Hanouna & Julien Courbet (Finale) Peggy Olmi & Yann Renoard (Semifinale)                    | Yann Renoard                   |
| 2010 | Cyril Hanouna & Stéphane Bern (Finale) Peggy Olmi & Yann Renoard (Semifinale)                     | Audrey Chauveau                |
| 2011 | Laurent Boyer & Catherine Lara (Finale) Audrey Chauveau & Bruno Berberes (Semifinale)             | Cyril Féraud                   |
| 2012 | Cyril Féraud & Mireille Dumas (Finale) Audrey Chauveau & Bruno Berberes (Semifinale)              | Amaury Vassili                 |
| 2013 | Cyril Féraud & Mireille Dumas (Finale) Audrey Chauveau & Bruno Berberes (Semifinale)              | Marine Vignes                  |
| 2014 | Cyril Féraud & Natasha St-Pier (Finale) Audrey Chauveau & Bruno Berberes (Semifinale)             | Elodie Suigo                   |
| 2015 | Stéphane Bern & Marianne James (Finale) Mareva Galanter & Jérémy Parayre (Semifinale)             | Virginie Guilhaume             |
| 2016 | Stéphane Bern & Marianne James (Finale) Marianne James & Jarry (Semifinale)                       | Élodie Gossuin                 |
| 2017 | Stéphane Bern, Marianne James & Amir (Finale) Marianne James & Jarry (Semifinale)                 | Élodie Gossuin                 |
| 2018 | Stéphane Bern, Christophe Willem & Alma (Finale) Christophe Willem & André Manoukian (Semifinale) | Élodie Gossuin                 |
| 2019 | Stéphane Bern & André Manoukian (Finale) Sandy Héribert & André Manoukian (Semifinale)            | Julia Molkhou                  |
| 2021 | Stéphane Bern & Laurence Boccolini (Finale) Laurence Boccolini (Semifinale)                       | Carla Lazzari                  |
| 2022 | Stéphane Bern & Laurence Boccolini (Finale) Laurence Boccolini (Semifinale)                       | Élodie Gossuin                 |
| 2023 | Stéphane Bern & Laurence Boccolini (Finale) Anggun & André Manoukian (Semifinale)                 | Anggun                         |
| 2024 | Stéphanie Bern & Laurence Boccolini (Finale) Nicky Doll (Semifinale)                              | Natasha St-Pier                |
| 2025 | Stéphanie Bern & Laurence Boccolini (Finale) Stephanie Bern (Semifinale)                          | Émilie Mazoyer                 |

## Galleri
- Les Fatals Picards i Helsinki (2007)
- Sébastien Tellier i Beograd (2008)
- Louane i Basel (2025)